# 張星吉
張星吉（1852年—1911年），字翊辰。山東菏澤張花園村人。清朝政治人物，進士出身。
光緒八年，鄉試中舉；光緒十二年，登進士。同年五月，改翰林院庶吉士。光緒十五年四月，散館，授翰林院編修。光緒二十九年，任雲南正考官。光緒三十年，任廣西右江道道員。